# Lavans-Vuillafans
Lavans-Vuillafans település Franciaországban, Doubs megyében. Lakosainak száma 238 fő (2022. január 1.). Lavans-Vuillafans Voires, Échevannes, Vernierfontaine, Vuillafans, Lods és Les Premiers-Sapins községekkel határos.

## Népesség
A település népességének változása:
| Lakosok száma | 192  | 161  | 158  | 206  | 226  | 228  | 238  | 242  | 251  | 238  |
|               | 1968 | 1982 | 1990 | 2006 | 2013 | 2015 | 2017 | 2019 | 2020 | 2022 |